# 織女三
織女三（ζ Lyr / 天琴座ζ），是位于天琴座的恆星，它是由一对双星所组成的，分別被命名為織女三（ζ1 Lyr）與織女增一（ζ2 Lyr）。其中的織女三距離地球大約154光年，織女增一距離地球約150光年。
織女三的依巴谷星表為HIP 91971，織女增一的依巴谷星表為HIP 91973。